# Nazionale maschile di calcio a 5 della Malaysia
La nazionale di calcio a 5 della Malaysia è, in senso generale, una qualsiasi delle selezioni nazionali di calcio a 5 della Federazione calcistica della Malaysia che rappresentano la Malaysia nelle varie competizioni ufficiali o amichevoli riservate a squadre nazionali.
La nazionale malese ha partecipato a un solo mondiale: il 1996 in Spagna dove nel Girone C è giunta ultima a zero punti. Nei campionati continentali la Malaysia è stata presente sin dalla prima edizione ospitata in casa a Kuala Lumpur, dove la nazionale del sud-est asiatico è uscita al primo turno. Saltata l'edizione 2000 in Thailandia, la Malaysia torna nel 2001 in Iran dove giunge nuovamente ultima nel Girone B, la prima vittoria malese ad un campionato continentale avviene il 22 ottobre 2002 a Giacarta quando i malesi sconfiggono Taipei per 7-6, questo non basta alla qualificazione. Non ha miglior fortuna la spedizione del 2004 in Iran, e quella successiva in Vietnam dove la nazionale malese non accede alla fase per la conquista dell'alloro continentale.
Nel 2006 non si qualifica al secondo turno per la sconfitta con la Cina nello scontro diretto, dopo che le due nazionali erano giunte a pari punti. L'anno dopo invece la squadra malese giunge ultima nel girone D, non conquistando punti.
La Malaysia è una delle squadre che partecipa al AFF Futsal Championship organizzato annualmente dall'ASEAN Football Federation, in questo torneo la squadra malese è giunta cinque volte in finale nel 2003, 2005, 2010, 2017 e 2018; mentre nel 2001, 2007, 2008, 2015, 2016 è giunta terza classificata.

## Risultati nelle competizioni internazionali

### FIFA Futsal World Championship
- 1989 - Non presente
- 1992 - Non presente
- 1996 - Primo turno
- 2000 - Non qualificata
- 2004 - Non qualificata
- 2008 - Non qualificata
- 2012 - Non qualificata
- 2016 - Non qualificata
- 2021 - Non qualificata
- 2024 - Non qualificata

### AFC Futsal Championship
- 1999 - Primo turno
- 2000 - Non presente
- 2001 - Primo turno
- 2002 - Primo turno
- 2003 - Primo turno
- 2004 - Primo turno
- 2005 - Secondo turno
- 2006 - Primo turno
- 2007 - Primo turno
- 2008 - Primo turno
- 2010 - Non qualificata
- 2012 - Non qualificata
- 2014 - Primo turno
- 2016 - Primo turno
- 2018 - Primo turno
- 2022 - Non qualificata
- 2024 - Non qualificata